# Šestiúhelníkové číslo
Šestiúhelníková čísla jsou figurální čísla odpovídající šestiúhelníku. Konkrétně je šestiúhelníkové číslo rovno počtu bodů, ze kterých lze sestavit pravidelný šestiúhelník dle obrázku.

První čtyři šestiúhelníková čísla

Vzorec pro {\displaystyle n}-té šestiúhelníkové číslo {\displaystyle h_{n}} je
{\displaystyle h_{n}=2n^{2}-n=n(2n-1)={{2n}\times {(2n-1)} \over 2}.\,\!}
Několik prvních šestiúhelníkových čísel je 1, 6, 15, 28, 45, 66, 91, 120, 153, 190, 231, 276, 325, 378, 435, 496, 561, 630, 703, 780, 861, 946, atd. (Posloupnost A000384 v databázi On-Line Encyclopedia of Integer Sequences.)
Každé šestiúhelníkové číslo je zároveň trojúhelníkové číslo, ale jenom každé druhé trojúhelníkové číslo je šestiúhelníkové. Stejně jako u trojúhelníkových čísel, může být ciferace šestiúhelníkového čísla (v desítkové soustavě) pouze 1, 3, 6 nebo 9, a to v pořadí 1, 6, 6, 1, 9, 3, 1, 3, 9, atd.
Všechna sudá dokonalá čísla jsou šestiúhelníková. Jsou dána vzorcem
{\displaystyle M_{p}2^{p-1}=M_{p}(M_{p}+1)/2=h_{(M_{p}+1)/2}=h_{2^{p-1}},}
kde {\displaystyle M_{p}} je Mersennovo prvočíslo. Např. druhé šestiúhelníkové číslo je {\displaystyle 2\cdot 3=6}, čtvrté je {\displaystyle 4\cdot 7=28}, šestnácté je {\displaystyle 16\cdot 31=496} a šedesátéčtvrté je {\displaystyle 64\cdot 127=8\,128}. Protože nejsou známa žádná lichá dokonalá čísla, tak jsou všechna známá dokonalá čísla šestiúhelníková.
Největší přirozené číslo, které nelze zapsat jako součet nejvýše čtyř šestiúhelníkových čísel, je 130. Adrien-Marie Legendre v roce 1830 dokázal, že se takto dají vyjádřit všechna přirozená čísla větší než 1 791.

## Test šestiúhelníkovosti čísel
Zda je přirozené číslo {\displaystyle x} šestiúhelníkové, lze snadno zjistit vypočítáním hodnoty následujícího výrazu
{\displaystyle n={\frac {{\sqrt {8x+1}}+1}{4}}.}
Pokud je {\displaystyle n} celé číslo, {\displaystyle x} je šestiúhelníkové číslo, jinak {\displaystyle x} šestiúhelníkovým číslem není.

## Ostatní vlastnosti
Alternativně lze {\displaystyle n}-té šestiúhelníkové číslo vyjádřit jako součet
{\displaystyle h_{n}=\sum _{i=0}^{n-1}{(4i+1)}.}